# Any Other City
Any Other City is het debuut- en enige studioalbum van de Schotse rockband Life Without Buildings. Het album werd op 26 februari 2001 uitgebracht op Tugboat Records in het Verenigd Koninkrijk. Een jaar later verscheen het album via DcBaltimore in de Verenigde Staten. Any Other City bezorgde de eigenzinnige band cultstatus. In 2014 werd het album heruitgegeven voor Record Store Day.

## Ontvangst
Any Other City werd uitgebracht in een periode waarin indierock zijn hoogtepunt bereikte. Life Without Buildings voelde zich niet thuis in het genre waar zij wel in gedrukt werden; ze begaven zich echter meer op het pad van artrock, new wave en postpunk. Andy Kellman van AllMusic vergeleek de sound van het album met die van punkbands als LiLiPUT, Delta 5 en The Slits. Noel Murray van The A.V. Club hoorde 25 jaar aan "brainy girlpunk" terug, waaronder invloeden van Kim Gordon en Patti Smith.
Het album werd in eerste instantie gematigd positief ontvangen. Pas later zou de band cultstatus genieten. Pitchfork plaatste Any Other City op #128 in hun lijst van top 200 albums of the 2000s. Rolling Stone rekende de band tot 40 greatest one-album wonders. Spin nam de band op in hun lijst van 100 greatest bands you've (probably) never heard.

## Nummers
Alle muziek en teksten zijn geschreven door Sue Tompkins, Robert Johnston, Chris Evans en Will Bradley. 
| Nr. | Titel           | Duur |
| --- | --------------- | ---- |
| 1.  | PS Exclusive    | 4:16 |
| 2.  | Let's Get Out   | 3:57 |
| 3.  | Juno            | 5:07 |
| 4.  | The Leanover    | 5:24 |
| 5.  | Young Offenders | 3:10 |
| 6.  | Philip          | 2:29 |
| 7.  | Envoys          | 4:08 |
| 8.  | 14 Days         | 3:11 |
| 9.  | New Town        | 5:53 |
| 10. | Sorrow          | 6:55 |

## Personeel

### Bezetting
- Sue Tompkins — zang
- Robert Johnston — gitaar
- Chris Evans — bas
- Will Bradley — drums

### Productie
- Andy Miller — producer